# Michael Fallon
Michael Cathel Fallon (14 de mayo de 1952) es un político británico del Partido Conservador.

## Biografía
Ha sido diputado para Darlington desde 1983 hasta 1992. Desde 1997 es Miembro del Parlamento (MP) para la circunscripción de Sevenoaks en Kent. Fue nombrado secretario de Estado para la Defensa por el primer ministro británico David Cameron en 2014.